# Mistrovství světa v jízdě na saních 2009
XLI. ročník Mistrovství světa v jízdě na saních 2009 se konal v americkém Lake Placid od 6. února do 7. února 2009. Na programu šampionátu byl závod jednotlivců a jednotlivkyň, závod dvojic a závod družstev, kde jednotlivou zem zastupují jeden muž, jedna žena a dvojice.

## Medailisté
| *        | Zlato                                                                          | Stříbro                                                             | Bronz                                                       |
| -------- | ------------------------------------------------------------------------------ | ------------------------------------------------------------------- | ----------------------------------------------------------- |
| Muži     | Felix Loch                                                                     | Armin Zöggeler                                                      | Daniel Pfister                                              |
| Ženy     | Erin Hamlin                                                                    | Natalie Geisenbergerová                                             | Natalja Jakušenko                                           |
| Dvojice  | Gerhard Plankensteiner Oswald Haselrieder                                      | André Florschütz Torsten Wustlich                                   | Mark Grimmette Brian Martin                                 |
| Družstva | Německo Felix Loch Natalie Geisenbergerová André Florschütz e Torsten Wustlich | Rakousko Daniel Pfister Nina Reithmeyer Peter Penz e Georg Fischler | Lotyšsko Guntis Rēķis Maija Tīruma Andris Šics e Juris Šics |

| *       | Jméno           | 1 kolo      | 2 kolo      | Celkem   |
| ------- | --------------- | ----------- | ----------- | -------- |
| Zlato   | Felix Loch      | 51.939 (1)  | 52.397 (1)  | 1:44.336 |
| Stříbro | Armin Zöggeler  | 51.982 (2)  | 52.567 (2)  | + 0.213  |
| Bronz   | Daniel Pfister  | 52.271 (4)  | 52.766 (3)  | + 0.701  |
| 4       | Albert Děmčenko | 52.432 (6)  | 52.776 (4)  | + 0.872  |
| 5       | Jan Eichhorn    | 52.215 (3)  | 53.011 (8)  | + 0.890  |
| 6       | Bengt Walden    | 52.422 (5)  | 52.820 (5)  | + 0.906  |
| 7       | David Möller    | 52.523 (9)  | 52.936 (7)  | + 1.123  |
| 8       | Stefan Höhener  | 52.457 (7)  | 53.075 (11) | + 1.196  |
| 9       | David Mair      | 52.566 (10) | 53.036 (9)  | + 1.266  |
| 10      | Andi Langenhan  | 52.473 (8)  | 53.198 (13) | + 1.335  |
|         |                 |             |             |          |
| 34      | Ondřej Hyman    | 54.420      |             |          |
| 36      | Jakub Hyman     | 54.667      |             |          |

| *       | Jméno                   | 1 kolo      | 2 kolo      | Celkem   |
| ------- | ----------------------- | ----------- | ----------- | -------- |
| Zlato   | Erin Hamlin             | 44.113 (1)  | 43.985 (1)  | 1:28.098 |
| Stříbro | Natalie Geisenbergerová | 44.214 (2)  | 44.071 (2)  | + 0.187  |
| Bronz   | Natalja Jakušenko       | 44.249 (3)  | 44.085 (3)  | + 0.236  |
| 4       | Alex Gough              | 44.401 (5)  | 44.214 (4)  | + 0.517  |
| 5       | Julia Clukey            | 44.395 (4)  | 44.227 (5)  | + 0.524  |
| 6       | Tatjana Hüfner          | 44.459 (7)  | 44.343 (6)  | + 0.704  |
| 7       | Ashley Walden           | 44.481 (8)  | 44.363 (7)  | + 0.746  |
| 8       | Maija Tīruma            | 44.405 (6)  | 44.512 (11) | + 0.819  |
| 9       | Nina Reithmayer         | 44.547 (10) | 44.391 (8)  | + 0.840  |
| 10      | Anke Wischnewski        | 44.519 (9)  | 44.452 (9)  | + 0.873  |
|         |                         |             |             |          |
| 26      | Petra Kaprasova         | 46.359      |             |          |

## Dvojice
Po devatenácti letech slavili titul ve dvojicích Italove a to zásluhou dvojice Gerhard Plankensteiner a Oswald Haselrieder. Druzí skončili obhájci loňského prvenství André Florschütz a Torsten Wustlich z Německa bronz získali domácí Američané Mark Grimmette a Brian Martin. Česká dvojice Lukáš a Antonín Brožovi byli dvanáctí.
| *       | Jméno                                     | 1 kolo      | 2 kolo      | Celkem   |
| ------- | ----------------------------------------- | ----------- | ----------- | -------- |
| Zlato   | Gerhard Plankensteiner Oswald Haselrieder | 43.641 (1)  | 43.760 (1)  | 1:27.401 |
| Stříbro | André Florschütz Torsten Wustlich         | 43.649 (2)  | 43.809 (2)  | + 0.057  |
| Bronz   | Mark Grimmette Brian Martin               | 43.784 (3)  | 43.827 (3)  | + 0.210  |
| 4       | Christian Oberstolz Patrick Gruber        | 43.919 (5)  | 43.962 (4)  | + 0.480  |
| 5       | Patric Leitner Alexander Resch            | 43.947 (6)  | 44.045 (6)  | + 0.591  |
| 6       | Christian Niccum Dan Joye                 | 43.861 (4)  | 44.151 (8)  | + 0.611  |
| 7       | Tobias Wendl Tobias Arlt                  | 44.047 (7)  | 43.991 (5)  | + 0.637  |
| 8       | Peter Penz Georg Fischler                 | 44.233 (8)  | 44.087 (7)  | + 0.919  |
| 9       | Matt Mortensen Preston Griffall           | 44.246 (9)  | 44.155 (9)  | + 1.000  |
| 10      | Chris Moffat Mike Moffat                  | 44.589 (10) | 44.418 (10) | + 1.606  |
|         |                                           |             |             |          |
| 12      | Antonín Brož Lukáš Brož                   | 44.765 (13) | 44.728 (12) | + 2.092  |

## Závod družstev
| *       | Družstvo                                                                            | Časy                             | Součet   |
| ------- | ----------------------------------------------------------------------------------- | -------------------------------- | -------- |
| Zlato   | Německo Felix Loch Natalie Geisenbergerová André Florschütz / Torsten Wustlich      | 51.038 (2) 54.030 (1) 54.292 (2) | 2:39.630 |
| Stříbro | Rakousko Daniel Pfister Nina Reithmeyer Peter Penz / Georg Fischler                 | 51.518 (3) 55.110 (2) 54.512 (3) | +1.510   |
| Bronz   | Lotyšsko Guntis Rēķis Maija Tīruma Andris Šics / Juris Šics                         | 51.953 (6) 55.678 (3) 54.868 (5) | +2.869   |
| 4       | Itálie Armin Zöggeler Sandra Gasparini Gerhard Plankensteiner / Oswald Haselrieder  | 50.978 (1) 57.762 (7) 54.254 (1) | +3.364   |
| 5       | Slovensko Jozef Ninis Veronika Sabolová Ján Harniš / Branislav Regec                | 51.734 (5) 57.762 (6) 55.025 (6) | +3.891   |
| 6       | USA Bengt Walden Erin Hamlin Mark Grimmette / Brian Martin                          | 53.820 (8) 55.690 (4) 54.574 (4) | +4.454   |
| 7       | Česko Jakub Hyman Petra Kaprasová Lukáš Brož / Antonín Brož                         | 53.081 (7) 58.796 (8) 56.916 (7) | +9.163   |
| 8       | Rumunsko Valentin Cretu Raluca Stramaturaru Paul Ifrim / Andrei Anghel              | 54.106 (9) 59.064 (9) 56.977 (8) | +10.517  |
| -       | Kanada Sam Edney Alex Gough Chris Moffat / Alex Moffat                              | DSQ                              |          |
| -       | Rusko Albert Demtschenko Alexandra Rodionova Michail Kusmitsch / Stanislav Michejev | 51.548 (4) 56.221 (5) DNF        |          |

## Pořadí národů
| * | Stát     | Zlato | Stříbro | Bronz | Celkem |
| - | -------- | ----- | ------- | ----- | ------ |
| 1 | Německo  | 2     | 2       | 0     | 4      |
| 2 | Itálie   | 1     | 1       | 0     | 2      |
| 3 | USA      | 1     | 0       | 1     | 2      |
| 4 | Rakousko | 0     | 1       | 1     | 2      |
| 5 | Ukrajina | 0     | 0       | 1     | 1      |
| 6 | Lotyšsko | 0     | 0       | 1     | 1      |
|   | Total    | 4     | 4       | 4     | 12     |